# Alister Murdoch
Sir Alister Murray Murdoch KBE CB (9 de Dezembro de 1912 – 29 de Novembro de 1984) foi um oficial e piloto da Real Força Aérea Australiana (RAAF). Serviu como Chefe do Estado-Maior entre 1965 e 1969. Depois de se juntar à força aérea em 1930, Murdoch treinou para ser piloto de hidroaviões, e participou numa missão de busca e salvamento na Antárctida em 1935. Durante a Segunda Guerra Mundial, comandou o Esquadrão N.º 221 da Real Força Aérea na Europa e no Médio Oriente, e mais tarde desempenhou funções no gabinete das formações da RAAF do Sudoeste do Pacífico. No pós-guerra, foi comandante do Colégio da RAAF entre 1952 e 1953, comandante do Comando de Treino entre 1953 e 1955, vice-chefe do Estado-Maior entre 1958 e 1959 e comandante do Comando Operacional entre 1962 e 1965.
Como comandante do Comando de Treino em 1954, Murdoch encabeçou um programa para determinar a compra de aeronaves para a RAAF; as suas recomendações incluíam o C-130 Hercules, considerado uma das aquisições mais importantes da história da força aérea. Durante o seu termo como Chefe do Estado-Maior, a RAAF aumentou o seu envolvimento na Guerra do Vietname e entrou em conflito com o Exército Australiano sobre o uso de helicópteros em batalha. Também esteve envolvido na avaliação da prontidão do General Dynamics F-111C para prestar serviço na RAAF. Nomeado Companheiro da Ordem do Banho em 1960 e Cavaleiro Comandante da Ordem do Império Britânico em 1966, Murdoch foi o quarto numa série de chefes do Estado-Maior que haviam sido cadetes no Real Colégio Militar em Duntroon. Retirou-se da força aérea em Dezembro de 1969, e faleceu em 1984.

## Início de carreia

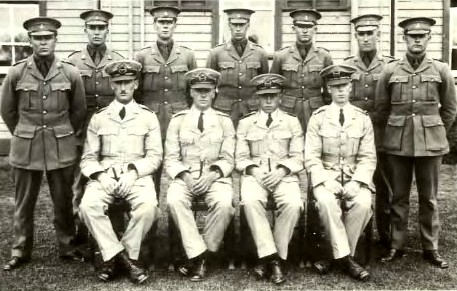
O cadete Murdoch (à direita) com outros antigos estudantes do Real Colégio Militar, em Duntroon, que foram transferidos para a RAAF em Dezembro de 1930

Alister Murdoch nasceu no dia 9 de Dezembro de 1912 em Elsternwick, Vitória, filho do engenheiro Thomas Murdoch e de sua mulher Kathleen. Thomas era tenente nas forças militares australianas quando Alister nasceu, e na Primeira Guerra Mundial foi condecorado com a Ordem de Serviços Distintos, tendo subido até à patente de brigadeiro durante a Segunda Guerra Mundial. Alister entrou no Real Colégio Militar, em Duntroon, 1929, seguindo o seu irmão mais velho Ian (mais tarde Major-general). Alister foi um de quatro cadetes patrocinados pela Real Força Aérea Australiana (RAAF), que na época não tinha uma instituição para a formação destes militares. Devido às medidas de austeridade impostas pela Grande Depressão, Alister e os outros três cadetes foram retirados do colégio e colocados na RAAF, isto a meio do seu curso de quatro anos. Embora tenham recebido ofertas de emprego dos Serviços Públicos Australianos e de comissões de curta duração da Real Força Aérea (RAF), os quatro cadetes decidiram continuar a prestar serviço na RAAF e ficaram mais do que agradecidos por terem iniciado o seu serviço mais cedo do que o previsto.
Murdoch entrou na força aérea no dia 10 de Dezembro de 1930 e completou o seu treino de pilotagem no ano seguinte. Começou a desempenhar funções em 1932 e, mais tarde, qualificou-se como instrutor de aviões e hidroaviões, realizando operações em cooperação com a marinha e patrulhamento marítimo. Em Dezembro de 1935, Murdoch foi seleccionado para participar numa missão de busca e salvamento da RAAF, em busca do explorador Lincoln Ellsworth e do seu piloto Herbert Hollick-Kenyon, que se presumia que estariam perdidos numa viagem pela Antárctida. Pilotando um de Havilland Gipsy Moth, Murdoch localizou Hollick-Kenyon perto da Baía das Baleias. Hollick-Kenyon conduziu o resto da busca até Ellsworth e protestou que não estava perdido e não precisava de ser resgatado. Em 1936-37 Murdoch foi colocado na Inglaterra para receber um curso de navegação de longo alcance na Base aérea de Manston, e depois ficou adido ao Esquadrão N.º 114. Depois de voltar à Austrália, casou-se com Florence Miller no dia 27 de Dezembro de 1937; o casal teve uma filha. Murdoch passou os dois anos seguintes no gabinete do Directorado de Operações e Inteligência no quartel-general da força aérea, em Melbourne. Em Junho de 1938, ele ajudou a inaugurar a instrução da RAAF de navegação de longo alcance, com um curso cuja duração era de nove meses.

## Segunda Guerra Mundial

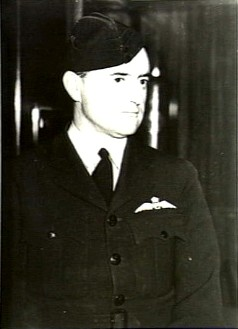
Murdoch antes de embarcar para um navio, em junho de 1941

Com o posto de Squadron Leader no despoletar da Segunda Guerra Mundial, Murdoch tomou o comando da Escola de Observação Aérea N.º 1, em Nova Gales do Sul, de Abril de 1940 até meio de 1941. Depois de desempenhar esta função foi promovido a Wing Commander e enviado para o teatro de guerra europeu. Em Agosto de 1941, tornou-se comandante do Esquadrão N.º 221 da RAF, uma unidade do Comando Costeiro que operava aviões Vickers Wellington em patrulhas de reconhecimento aéreo e antissubmarino a partir da Islândia, durante a Batalha do Atlântico. No ano seguinte, Murdoch acompanhou o esquadrão até ao Médio Oriente, onde realizou missões antissubmarino e de ataque a navios. Também serviu como Oficial de Operações na Asa N.º 235 da RAF. De volta a Londres em Julho de 1942, Murdoch foi nomeado para prestar serviço no quartel-general das Operações Combinadas, onde ajudou no planeamento do Ataque Dieppe, antes de regressar à Austrália em 1943.
Promovido a Group Captain, em Julho de 1943 Murdoch foi nomeado Oficial Superior do Pessoal do Comando da Área Oriental, em Sydney. Em Janeiro de 1944, assumiu a mesma função mas desta vez no Comando da Área Noroeste, que controlava treze esquadrões australianos, britânicos, holandeses e norte-americanos, a partir do quartel-general em Darwin, no Território do Norte. Murdoch planeou muitos dos bombardeamentos deste comando, dentro do teatro de operações do Sudoeste do Pacífico, sendo mencionado em despachos pelo seu serviço distinto. Em Abril de 1945, assumiu uma vez mais a mesma função, desta feita na Primeira Força Aérea Táctica, substituindo o Group Captain Gibson depois de este ter sido dispensado no início do Motim de Morotai, quando oito ases da aviação da RAAF ameaçaram demitir-se, abalando a liderança da força aérea. Quando recebeu responsabilidades operacionais na Primeira Força Aérea Táctica pelo novo comandante da força, o Comodoro do Ar Frederick Scherger, Murdoch recebeu a maior parte dos créditos pelo "excelente" planeamento do papel da RAAF na Operation Oboe Six, a invasão de Labuan. Ele acompanhou Scherger na tarde do dia dos desembarques, dia 10 de Junho de 1945. Murdoch foi também louvado pelo seu trabalho de pessoal durante a Batalha de Balikpapan, em Julho.

## Pós-guerra

### Escalada até Chefe do Estado-maior
No dia 25 de Junho de 1946, Murdoch foi nomeado Comandante da Ordem do Império Britânico pelo "serviço conspícuo nas operações contra o Japão" durante a Segunda Guerra Mundial. Um dos escolhidos de um pequeno grupo de oficiais para ocupar posições de topo na força aérea do pós-guerra, foi Director dos Serviços de Pessoal entre 1946 e 1947, antes de ir para o Colégio Imperial de Defesa em 1948, em Londres. Regressando à Austrália, serviu como Director dos Planos e Políticas do Estado-Maior, no quartel-general da RAAF, entre 1949 e 1952. Em Fevereiro de 1951, liderou uma equipa da RAAF até ao Médio Oriente, quando se colocava a possibilidade de uma força australiana ser destacada para a região. Dois anos depois, a Asa N.º 78 foi destacada para Malta, operando aviões a jacto de Havilland Vampire emprestados pela RAF. Murdoch tornou-se comandante do RAAF College em Junho de 1952, sendo assim promovido a Comodoro do Ar. Em Dezembro de 1953, foi promovido a Vice Marechal do Ar e nomeado comandante do Comando de Treino.

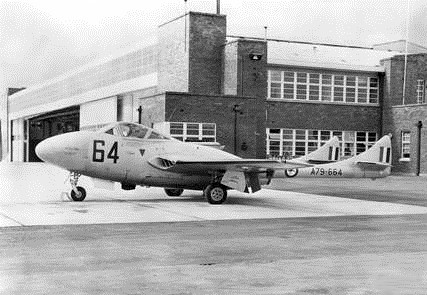
Um Vampire T35 construído na Austrália; sessenta e nove unidades foram entregues à RAAF depois da solicitação de Murdoch para a aquisição de um avião de treino a jacto

Em 1954, Murdoch liderou uma missão para que fossem estudadas e avaliadas novas aeronaves de combate, bombardeamento, transporte e de treino para a RAAF, após uma mudança no financiamento da força aérea. A nível de combate aéreo, ele defendeu que o F-104 Starfighter deveria substituir o CAC Sabre, dois anos antes de o Sabre entrar em serviço pela RAAF; no bombardeamento aéreo, os V bomber para auxiliarem os Canberra australianos, e no transporte o C-130 Hercules para substituir o C-47 Dakota. Embora as suas propostas dos V bomber e do F-104 fossem postas de lado, o governo australiano adquiriu o C-130 em 1958. Descrito como ficando apenas em segundo (atrás do General Dynamics F-111) como a aquisição com maior impacto na história da RAAF, o C-130 deu pela primeira vez à força aérea uma capacidade de transporte aéreo táctico, que nas décadas que se seguiram provaram ser um factor fundamental para as forças australianas na Malásia, no Vietname e noutras partes do Sudeste Asiático. Murdoch também recomentou o Vampire, construído na Austrália, para servir como aeronave de treino a jacto para a Escola de Treino de Voo Aplicado N.º 1; mais tarde sessenta e nove unidades, designadas T35, foram entregues pela fábrica da de Havilland em Bankstown, Nova Gales do Sul.
Murdoch foi destacado para o Departamento de Defesa em Janeiro de 1956, como Secretário Adjunto (militar). Em Fevereiro de 1958, foi nomeado Vice-chefe do Estado-Maior. Em Outubro de 1959, Murdoch foi colocado em Londres como chefe do Australian Joint Services Staff, e nomeado Companheiro da Ordem do Banho em começo de 1960. Ele regressou à Austrália em Junho de 1962, quando se tornou comandante do Comando Operacional. O seu mandato nesta posição coincidiu com o envio das primeiras aeronaves da RAAF para o Vietname do Sul, sete aviões DHC-4 Caribou, a partir de Agosto de 1964. No dia 1 de Junho de 1965, Murdoch foi promovido a Marechal do Ar e nomeado Chefe do Estado-Maior da Força Aérea, sucedendo ao Marechal do Ar Valston Hancock. Foi o último de um quarteto de chefes do Estado-Maior que tiveram a sua formação inicial no exército; de 1954 até 1969, todos os chefes da RAAF—John McCauley, Scherger, Hancock e Murdoch—haviam sido cadetes no Real Colégio Militar, em Duntroon, antes de servir na força aérea. Com esta linhagem, Murdoch foi descrito por Frederick Scherger como "o último dos profissionais". O novo Chefe do Estado-Maior foi elevado a Cavaleiro Comandante da Ordem do Império Britânico em 1966.

### Chefe do Estado-maior e Guerra do Vietname
O Marechal do Ar Sir Murdoch liderou a RAAF no começo do compromisso australiano na Guerra do Vietname. Ele entrou em conflito com o Chefe do Estado-Maior do Exército, o Tenente-general Sir John Wilton, devido à recomendação do último, a meio do ano de 1965, em enviar os helicópteros UH-1 Iroquois para o Vietname. Wilton acreditava que tanto a força aérea como o exército iriam beneficiar da familiarização com as operações ar-terra na região antes da entrada na guerra a pés juntos da Austrália. Murdoch recusou tal recomendação, mesmo apesar de dois terços dos helicópteros UH-1 da RAAF terem sido adquiridos com o propósito único de serem usados em cooperação com o exército. Mais tarde, ele justificou a sua decisão por considerar que a RAAF já havia adquirido experiência suficiente na Malásia no tipo de condições e operações que poderiam ocorrer no Vietname, embora o piloto mais senior de UH-1 considerasse que o teatro malaio "não oferecia qualquer oposição hostil, e que não houve qualquer largada ou recolha de tropas especiais SAS, algo que constituiria uma parte importante das operações da RAAF no Vietname". O Comodoro do Ar Brien Eaton, como Director-general dos Requerimentos Operacionais, aconselhou Murdoch que se a força aérea não satisfizesse a necessidade de apoio ar-terra do exército, que o próprio exército iria procurar tomar o controlo desta esfera de operações, minando a posição da RAAF como o único ramo capaz de providenciar poder e meios aéreos. A relutância de Murdoch em enviar os helicópteros foi mais tarde anulada pelo governo australiano, e o Esquadrão N.º 9 da RAAF, equipado com helicópteros UH-1, entraram em acção no Vietname menos de um ano depois. Quando Murdoch visitou pessoalmente a zona de combate, em Agosto de 1966, foi informado pelo brigadeiro-general David Jackson que o esquadrão não estava a realizar as operações esperadas pelo exército.

Já em 1965 o Exército sinalizou o seu pensamento sobre o desejo de possuir um helicóptero de apoio para o do 1º Batalhão do Real Regimento Australiano no Vietname, ideia essa que foi rejeitada pela RAAF. O Chefe do Estado-maior na altura, o Marechal do Ar Murdoch, poderia ter justificado a sua decisão nos termos da distribuição de recursos, mas os termos em que ele rejeitou a sugestão do Exército não tiveram o menor tacto, isto na melhor das hipóteses.

Chris Coulthard-Clark, historiador militar
O sucessor de Wilton, o Tenente-general Sir Thomas Daly, pediu a Murdoch que procurasse meios de ataque de helicópteros, como o AH-1 HueyCobra, para o Vietname, para prestar apoio aéreo próximo às tropas que estivessem em situações mais vulneráveis. Murdoch ignorou quase por completo este pedido, tratando esta recomendação com uma prioridade mais baixa do qualquer um dos itens na "lista de compras da RAAF". A sua atenção estava direccionada para um avião VTOL/STOL como o Harrier Jump Jet que, pensava ele, abriria uma "nova era nas aeronaves e apoio aéreo próximo". Contudo, o governo australiano reservou onze helicópteros AH-1G HueyCobra para serem comprados em 1971, embora esta compra nunca se tenha efectuado devido à retirada da Austrália do Sudeste Asiático. O facto de Murdoch não dar importância à necessidade do exército em ter um meio aéreo para cooperar com as suas forças foi culpado por provocar um afastamento das relações entre os dois ramos, inimizade esta que vinte anos depois culminou na decisão do governo em transferir toda a força de helicópteros da RAAF para o controlo do Exército. O historiador da força aérea Alan Stephens afirmou que apesar da "competência" e das "boas ideias" de Murdoch, a sua "compreensão do poder aéreo no sentido mais completo e o seu tratamento das relações inter-ramos foram inadequadas e desastrosas ... Uma geração de tenentes-coronéis e majores chegaram a acreditar que a RAAF não se preocupava com o apoio aéreo do exército, e continuaram a acreditar nisso a partir dos anos 70 em diante". Murdoch também se opôs no envio do bombardeiro a jacto Canberra para o Vietname, algo que foi descrito na história oficial da força aérea como tendo "fundamentos errados" de que o tipo não era capaz de realizar operações da baixa altitude de apoio aéreo próximo; esta aeronave acabaria por ser enviada para o Vietname em Abril de 1967.
Em 1963, a Austrália seleccionou o F-111 como substituto do Canberra. Murdoch compareceu na muito antecipada cerimónia oficial de entrega das aeronaves, no dia 4 de Setembro de 1968 em Fort Worth, no Texas, juntamente com o Ministro da Defesa Sir Allen Fairhall, vários dignitários norte-americanos e tripulações da RAAF destinadas ao F-111. Oito dias depois, um F-111B da Marinha dos Estados Unidos sofreu um acidente, seguido por outro F-111A, da USAF, doze dias depois, criando um desastre a nível de relações públicas e contribuindo para o atraso da entrega da aeronave à RAAF até 1973. No final de 1969, Murdoch acompanhou o Secretário da Defesa Sir Henry Bland até aos Estados Unidos para ganhar confiança nos prós do F-111, isto a meio de uma quebra da confiança do governo australiano no F-111, na qual seriamente se considerou o abandono do programa.

## Reforma
Murdoch retirou-se da vida militar no dia 31 de Dezembro de 1969, depois de completar o seu mandato como Chefe do Estado-Maior; o governo havia prolongado por mais doze meses o mandato que dantes durava três anos. Foi sucedido pelo Marechal do Ar Colin Hannah, que Murdoch mais cedo havia recomendado para ser o comandante das forças australianas no Vietname (esta posição foi ocupada por um oficial do exército, como era a prática anteriormente). Em 1971 Murdoch juntou-se ao quadro de directores da Meggitt Limited, uma empresa encabeçada pelo ás da aviação da Segunda Guerra Mundial Nicky Barr. Murdoch continuou a interessar-se pela defesa da Austrália mesmo depois de sair da força aérea, tendo se juntado em 1975 a um grupo de especialistas, incluindo o reformado Vice Marechal do Ar Ian McLachlan, que promovia a ideia de que a Austrália deveria ter armas nucleares no seu arsenal. Também era um adepto de desporto, incluindo corridas de cavalos. Sir Alister Murdoch faleceu no dia 29 de Novembro de 1984 na sua residência em Nova Gales do Sul.